# József Samassa
József Samassa (ur. 30 września 1828 w Aranyosmarót, zm. 20 sierpnia 1912 w Egerze) – węgierski duchowny katolicki, kardynał, arcybiskup Egeru.

## Życiorys
Święcenia kapłańskie przyjął 23 lipca 1852 w Ostrzyhomiu. Był prefektem studiów w centralnym seminarium duchownym w Peszt w latach 1855–1859. Profesor teologii w seminarium duchownym w Ostrzyhomiu w latach 1859–1861. 26 czerwca 1871 roku otrzymał nominację na biskupa Spiš na Słowacji, a sakrę biskupią przyjął 30 lipca 1871 roku w Ostrzyhomiu z rąk kard. Jánosa Simora arcybiskupa Ostrzyhomia przy asyście Janosa Zalka biskupa Győr i Jozsefa Szabó biskupa tytularnego Nilopoli i biskupa sufragana ostrzyhomskiego. 25 lipca 1873 roku został przeniesiony na stolicę metropolitalną w Egerze. 30 lipca 1886 roku został asystentem Tronu Papieskiego. Na konsystorzu 11 grudnia 1905 roku papież Pius X wyniósł go do godności kardynalskiej z tytułem kardynała prezbitera San Marco. Zmarł 20 sierpnia 1912 roku w Egerze. Pochowano go w archikatedrze metropolitalnej w Egerze.